# Scorzoneroides keretina
Scorzoneroides keretina là một loài thực vật có hoa trong họ Cúc. Loài này được (F.Nyl.) Greuter mô tả khoa học đầu tiên năm 2006.